# José Félix Pérez Aguerri
José Félix Pérez Aguerri (Milagro, 25 settembre 1955) è un ex calciatore spagnolo, di ruolo centrocampista.

## Carriera
Giocò 8 stagioni in Primera División spagnola.
Esordì il 3 settembre 1978 in trasferta contro il Recreativo de Huelva (3-0), schierato dall'allenatore Vujadin Boškov.
Restò in Aragona per quattro stagioni. Collezionò 89 presenze e un gol, segnato il 13 marzo 1982 al Camp Nou contro il Barcellona (2-1).
Nel 1982 passò al Salamanca. Arrivò al club neopromosso in massima serie, allenato dall'ex giocatore del Real Saragozza Manolo Villanova. Nella prima stagione collezionò 30 presenze e un gol, decisivo per la vittoria casalinga per 1-0 contro il Valencia. Il Salamanca ottenne la salvezza, arrivando al tredicesimo posto, con tre punti di vantaggio sulla zona retrocessione.
Nella stagione successiva invece la squadra arrivò all'ultimo posto, e Pérez Aguerri si trasferì all'Osasuna.
Militò per due stagioni nel club di Pamplona, giocando poco: 8 partite nella stagione 1984-1985, e nessuna presenza nella stagione successiva, al termine della quale si ritirò.